# Nina Bejlina
Nina Michajlovna Bejlina (in russo Нина Михайловна Бейлина?, traslitterato anche Beilina; Mosca, 4 marzo 1937 – New York, 25 novembre 2018) è stata una violinista sovietica emigrata negli Stati Uniti nel 1977.

## Biografia
Iniziò a studiare il violino a 5 anni presso la Scuola Centrale di Musica di Mosca con Abram Il'ič Jampol'skij. Proseguì gli studi all'età di 17 anni al Conservatorio di Mosca sino al diploma. Ostacolata nel suo progetto di perfezionarsi con David Ojstrach, decise di proseguire gli studi con Julij Ėjdlin al Conservatorio di Leningrado. Grazie all’interessamento di Ėjdlin (giunto al termine della sua attività didattica), Bejlina poté completare la sua formazione ufficiale con Ojstrach a Mosca. 
Nina Bejlina attirò l'attenzione in tre importanti concorsi: vinse il primo premio al Concorso internazionale G. Enescu in Romania (1961), vinse il gran premio al Concorso Long-Thibaud a Parigi (1963), e ottenne il terzo premio al Concorso Čajkovskij di Mosca (1962).
Intraprese la carriera concertistica in Unione Sovietica e poi negli altri paesi dell'Est europeo. Le autorità sovietiche gli permisero di esibirsi anche in Finlandia e Sud America. Dopo che i suoi concerti furono limitati al blocco orientale, nel 1977 decise di emigrare negli Stati Uniti. Debuttò negli USA nel 1978 a New York, dove nel frattempo si era stabilita, conseguendo un successo di pubblico e critica.
Tenne concerti in quasi tutti i continenti, collaborando con le maggiori orchestre degli Stati Uniti ed europee. Nina Bejlina insegnò alla Mannes School of Music di New York City e tenne masterclass in Italia, Germania e Taiwan. A Vercelli nel 1983 le fu conferita la Medaglia "Viotti d'Oro" quale musicista dell'anno insieme a Nikita Magaloff. Dal 1988 fu la direttrice artistica del Bachanalia Festival di New York.  Nel 1990 fu tra i primi musicisti espatriati a tornare nel suo paese d’origine, esibendosi a Mosca.